# Bocageopsis pleiosperma
Bocageopsis pleiosperma é uma espécie de planta do gênero Bocageopsis.  

## Taxonomia
A espécie foi descrita em 1986 por Paul Maas. 

## Distribuição
É endêmica do Brasil, com distribuição restrita à região amazônica.